# Metacyclops longimaxillis
Metacyclops longimaxillis – gatunek widłonoga z rodziny Cyclopidae. Nazwa naukowa tego gatunku skorupiaków została opublikowana w 2010 roku przez Danielle Defaye i Francisa Dov Pora.
Endemiczny widłonóg występujący w Izraelu. W marcu 2006 w kamieniołomie wapienia w pobliżu miasta Ramla odkryto jaskinię Ajalon. Jest oddalona o 24 km od Morza Śródziemnego, a jej dno znajduje się 100 metrów poniżej poziomu wód gruntowych. 200 metrów od wejścia znajduje się podziemna hala, wypełnia ją jezioro, w którym żyją różne gatunki skorupiaków. Wśród nich odkryto nie występujący w innym miejscu gatunek. Metacyclops longimaxillis to mały bezbarwny widłonóg, samica osiąga 0,74 mm, samiec jest mniejszy i mierzy 0,67 mm. Od innych przedstawicieli Metacyclops odróżniają je wyjątkowo długie szczęki, które razem z rzęskami na odwłoku ułatwiają im zdobywanie pokarmu.